# Rebecca Evans

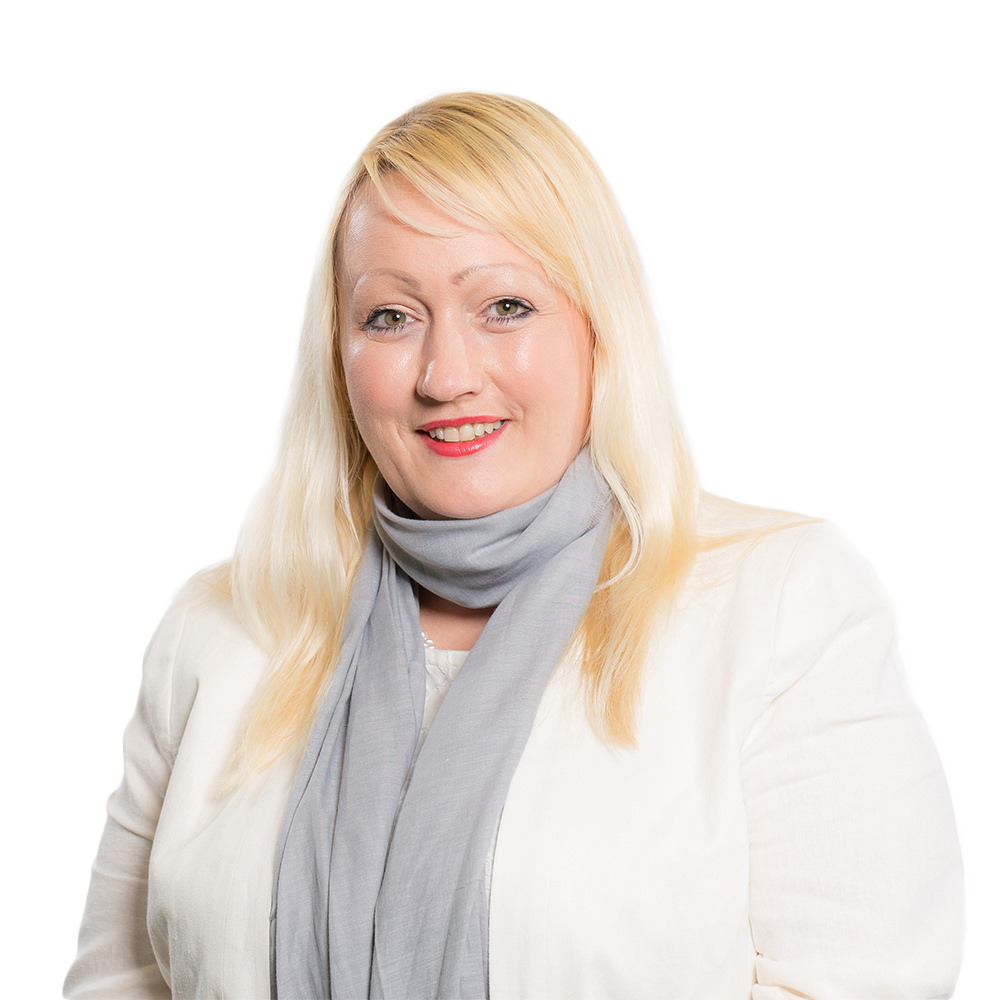
Rebecca Mary Evans (2016)

Rebecca Mary Evans (* 2. August 1976 in Bridgend, Wales) ist eine walisische Politikerin, die seit 2018 Finanzministerin von Wales ist. Sie ist Mitglied der Labour Party. Evans vertritt seit der Wahl 2011 den Wahlkreis Gower im Senedd, zuerst auf der Liste, später direkt gewählt.

## Politik

### Parlamentarierin
Rebecca Evans wurde 2011 als einer von vier regionalen Abgeordneten gewählt, die Mittel- und Westwales im walisischen Parlament vertreten. Bei der Wahl 2016 wurde sie als Mitglied des Wahlkreises Gower gewählt.
Zwischen seiner Wahl im Jahr 2011 und ihrer Beförderung in das Ministeramt war Evans Mitglied des Ausschusses für Umwelt und nachhaltige Entwicklung der Nationalversammlung von Wales und deren Aufgaben- und Zweckgruppe für Gemeinsame Agrarpolitik, des Ausschusses für Gesundheit und Soziales sowie des Ausschusses für Kinder, Jugendliche und Bildungsausschuss.

### Ministerkarriere
Am 8. Juli 2014 wurde sie in einer kleinen Umbildung nach der Entlassung von Alun Davies zur stellvertretenden Ministerin für Landwirtschaft und Fischerei in der walisischen Regierung von Carwyn Jones ernannt. Nach den Wahlen 2016 wurde sie zur Ministerin für Sozialfürsorge und öffentliche Gesundheit ernannt. Im November 2017 wurde sie erneut für die neue Rolle der Ministerin für Wohnungsbau und Sanierung versetzt.
Nach dem Rücktritt von Carwyn Jones und der Ernennung von Mark Drakeford zum Ersten Minister wurde sie in seinem Kabinett Finanzministerin. Dies blieb sie auch unter Vaughan Gething.